# الکورن (کالیفرنیا)
الکورن (به انگلیسی: Elkhorn) یک منطقهٔ مسکونی در ایالات متحده آمریکا است که در شهرستان مونتری، کالیفرنیا واقع شده‌است. الکورن ۱۲٫۵۱۰ کیلومتر مربع مساحت و ۱٬۵۶۵ نفر جمعیت دارد و ۳ متر بالاتر از سطح دریا واقع شده‌است.